# قضیه باقی‌مانده چندجمله‌ای
در جبر، قضیه باقیمانده چند جمله ای یا قضیه کوچک بزو (به نام اتین بزو) کاربرد تقسیم چند جمله ای‌های اقلیدسی است. این بیان می‌کند که باقیمانده تقسیم یک چند جمله ای {\displaystyle f(x)} توسط چند جمله ای خطی {\displaystyle x-r} برابر است با {\displaystyle f(r).} به خصوص، {\displaystyle x-r} مقسوم علیه {\displaystyle f(x)} است اگر و تنها اگر {\displaystyle f(r)=0,} باشد. خاصیتی که به عنوان قضیه عامل شناخته می‌شود.

## مثال‌ها

### مثال ۱
فرض می‌کنیم {\displaystyle f(x)=x^{3}-12x^{2}-42} باشد. تقسیم چند جمله ای از {\displaystyle f(x)} توسط {\displaystyle (x-3)} ضریب می‌دهد {\displaystyle x^{2}-9x-27} و باقیمانده آن برابر با {\displaystyle -123} می‌شود. از این رو، {\displaystyle f(3)=-123} .

### مثال ۲
نشان دهید که قضیه باقیمانده چند جمله ای برای چند جمله ای دلخواه درجه دوم نگهداری می‌شود {\displaystyle f(x)=ax^{2}+bx+c} با استفاده از دستکاری جبری:
{\displaystyle {\begin{aligned}{\frac {f(x)}{x-r}}&={\frac {a{x^{2}}+bx+c}{x-r}}\\&={\frac {a{x^{2}}-arx+arx+bx+c}{x-r}}\\&={\frac {ax(x-r)+(b+ar)x+c}{x-r}}\\&=ax+{\frac {(b+ar)(x-r)+c+r(b+ar)}{x-r}}\\&=ax+b+ar+{\frac {c+r(b+ar)}{x-r}}\\&=ax+b+ar+{\frac {a{r^{2}}+br+c}{x-r}}\end{aligned}}}
ضرب هر دو طرف در (x − r) می‌دهد:
{\displaystyle f(x)=ax^{2}+bx+c=(ax+b+ar)(x-r)+{a{r^{2}}+br+c}} .
از آنجا که {\displaystyle R=ar^{2}+br+c} باقی مانده‌است، ما در واقع نشان داده‌ایم که {\displaystyle f(r)=R} .

## اثبات
قضیه باقیمانده چند جمله ای از قضیه تقسیم اقلیدسی پیروی می‌کند، که با توجه به دو چند جمله ای f(x) (مقسوم) و g(x) (تقسیم‌کننده یا مقسوم علیه یا شمارنده)، وجود (و منحصر به فرد بودن) یک ضریب Q(x) یا همان خارج قسمت و یک باقیمانده R(x) گونه ای که
{\displaystyle f(x)=Q(x)g(x)+R(x)\quad {\text{and}}\quad R(x)=0\ {\text{ or }}\deg(R)<\deg(g).}
اگر مقسوم علیه یا شمارنده {\displaystyle g(x)=x-r,} باشد که در آن r یک عدد ثابت است، سپس یا R(x) = ۰ یا درجه آن صفر است. در هر دو حالت، R(x) یک ثابت است که مستقل از x. به این معنا که:
{\displaystyle f(x)=Q(x)(x-r)+R.}
تنظیمات {\displaystyle x=r} در این فرمول، ما بدست می‌آوریم:
{\displaystyle f(r)=R.}
برای اثبات کمی متفاوت، که ممکن است برای برخی از افراد ابتدایی تر به نظر برسد، با مشاهده ای شروع می‌شود {\displaystyle f(x)-f(r)} ترکیبی خطی از اصطلاحات فرم است {\displaystyle x^{k}-r^{k},} که هر کدام با تقسیم می‌شوند {\displaystyle x-r} از آنجا که {\displaystyle x^{k}-r^{k}=(x-r)(x^{k-1}+x^{k-2}r+\dots +xr^{k-2}+r^{k-1}).}

## برنامه‌های کاربردی
برای ارزیابی می‌توان از قضیه باقیمانده چند جمله ای استفاده کرد {\displaystyle f(r)} با محاسبه باقیمانده ، {\displaystyle R} . اگرچه تقسیم طولانی چند جمله ای دشوارتر از ارزیابی عملکرد است، اما تقسیم ترکیبی از نظر محاسباتی آسان‌تر است؛ بنابراین، ممکن است عملکرد با استفاده از تقسیم مصنوعی و قضیه باقی مانده چند جمله ای «ارزان تر» ارزیابی شود.
قضیه عامل یکی دیگر از کاربردهای قضیه باقیمانده است: اگر باقیمانده صفر باشد، تقسیم خطی یک عامل است. ممکن است برای فاکتور بندی چند جمله ای از تکرار قضیه فاکتور استفاده شود.